# Opavská okresní soutěž mužů 2005/2006
Sezóna 2005/2006 opavské okresní soutěže mužů v ledním hokeji. Soutěže se účastnilo 6 klubů z Opavska.

## Účastníci
- HC Lipina Markvartovice
- HC Hať
- TJ Sokol Těškovice
- Slavia Malé Hoštice
- SK HC Prajz Hlučín
- HC Bijci Opava

## Konečná tabulka
| pořadí | Tým                     | zápasy | výhry | remízy | prohry | score    | body |
| ------ | ----------------------- | ------ | ----- | ------ | ------ | -------- | ---- |
| 1.     | HC Lipina Markvartovice | 20     | 15    | 2      | 3      | 114 : 74 | 31   |
| 2.     | HC Hať                  | 20     | 12    | 2      | 6      | 115 : 69 | 26   |
| 3.     | TJ Sokol Těškovice      | 20     | 10    | 3      | 7      | 105 : 84 | 23   |
| 4.     | Slavia Malé Hoštice     | 20     | 10    | 2      | 8      | 114 : 91 | 21   |
| 5.     | SK HC Prajz Hlučín      | 20     | 6     | 3      | 11     | 72 : 100 | 15   |
| 6.     | HC Bijci Opava          | 20     | 0     | 2      | 18     | 54 : 156 | 2    |